# Wong Kit Mui
Wong Kit Mui es una deportista hongkonesa que compitió en esgrima en silla de ruedas. Ganó dos medallas de oro en los Juegos Paralímpicos de Atenas 2004.

## Palmarés internacional
| Juegos Paralímpicos | Juegos Paralímpicos | Juegos Paralímpicos | Juegos Paralímpicos |
| Año                 | Lugar               | Medalla             | Prueba              |
| ------------------- | ------------------- | ------------------- | ------------------- |
| 2004                | Atenas (Grecia)     | Medalla de oro      | Florete por equipos |
| 2004                | Atenas (Grecia)     | Medalla de oro      | Espada por equipos  |